# Wohn- und Geschäftshaus Schillerstraße 10
Das Wohn- und Geschäftshaus Schillerstraße 10, Ecke Kurze Straße, in der niedersächsischen Kreisstadt Cuxhaven im Landkreis Cuxhaven stammt vom Anfang des 20. Jahrhunderts. Aktuell (2024) wird es für Wohnungen und Läden genutzt.
Das Gebäude steht unter Denkmalschutz (siehe auch Liste der Baudenkmale in Cuxhaven).

## Geschichte und Beschreibung
Die Schillerstraße im Lotsenviertel – eine Fußgänger- und Einkaufsstraße – führt in Ost-West-Richtung. Hafennah wohnten hier früher bevorzugt Lotsen und Familien mit Seefahrtsberufen. 2010 wurde die Schillerstraße verkehrsberuhigt ausgebaut.

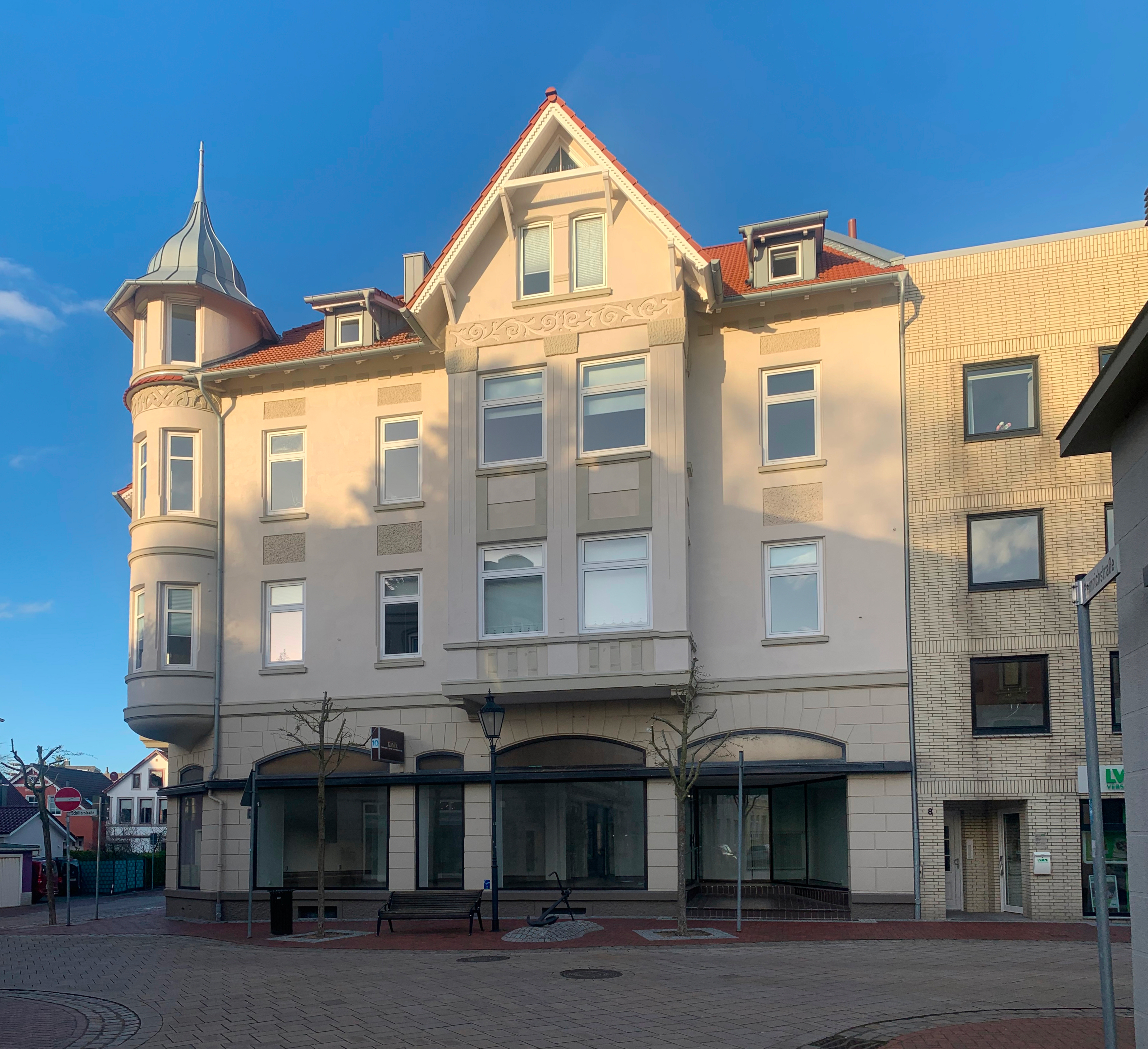
Seitenansicht

Das dreigeschossige traufständige verputzte und historisierende Gebäude auf Keller mit ziegelgedecktem Walmdach und betonter Ecke mit dem runden romantischen Türmchen mit achteckigem Glockendach wurde 1906 (Inschrift) nach Plänen von August Küchenmeister gebaut. Die differenzierten Fassaden wurden straßenseitig gestaltet und gegliedert im Erdgeschoss mit den Läden und dazwischen Scheinquaderung, in den Obergeschossen mit zwei Erkern, einer als dreigeschossiger Erker mit Giebel und Satteldach, der zweite mit Loggia und darüber einem übergiebelten Dachhaus. Lisenen, Gesimsbänder und geschmückte Brüstungsfelder sind weitere Elemente.
Das Landesdenkmalamt befand u. a.: „… Beispiele dieser Periode, die architektonisch unterschiedliche stilistische Strömungen vereint, stellt auch das 1906 durch A. Küchenmeister entworfene Haus mit der Nr. 10 dar … .“
Architekt Küchenmeister entwarf in Cuxhaven auch das Wohnhaus Burggrabenstraße 4 (1915), Wohn- und Geschäftshaus Schillerstraße 34 (1907), Haus Seeefahrt und die Kapelle am Robert-Dohrmann-Platz.